# دره وحشت
دره وحشت (به انگلیسی: The Valley of Fear) آخرین رمان شرلوک هولمز نوشتهٔ نویسندهٔ بریتانیایی، سر آرتور کانن دویل است.
این داستان اولین بار از سپتامبر ۱۹۱۴ تا ماه مه ۱۹۱۵ در مجله استرند به چاپ رسید و در ۱۹۱۵ به صورت رمان نیز منتشر شد. دره وحشت پس از انتشار زودتر از همه داستان‌های هولمز به فیلم برگردانده شد (۱۹۱۶) و در ۱۹۳۵ فیلم ناطق آن ساخته شد.
دره وحشت به لحاظ ساختار کلی به رمان اتود در قرمز لاکی شباهت دارد از این نظر که به دو بخش تقسیم می‌شود: کار کارآگاهی هولمز و داستان که بازنگری رویدادهایی است که به ماجرای طرح شده در بخش اول منتهی می‌شوند.
سپس هر دو قسمت در موخرهای به هم می‌پیوندند که در مورد دره وحشت پایان خوشی محسوب نمی‌شود.
دره وحشت دوستاران زیادی داشته‌است هرچند منتقدان هنرشناس اتود در قرمز لاکی و نشانه چهار را بیشتر تحسین می‌کنند.